# Chiesa di San Michele Arcangelo (Colledara)
La chiesa di San Michele Arcangelo è un edificio religioso che si trova a Castiglione della Valle, frazione di Colledara, in provincia di Teramo.

## Storia

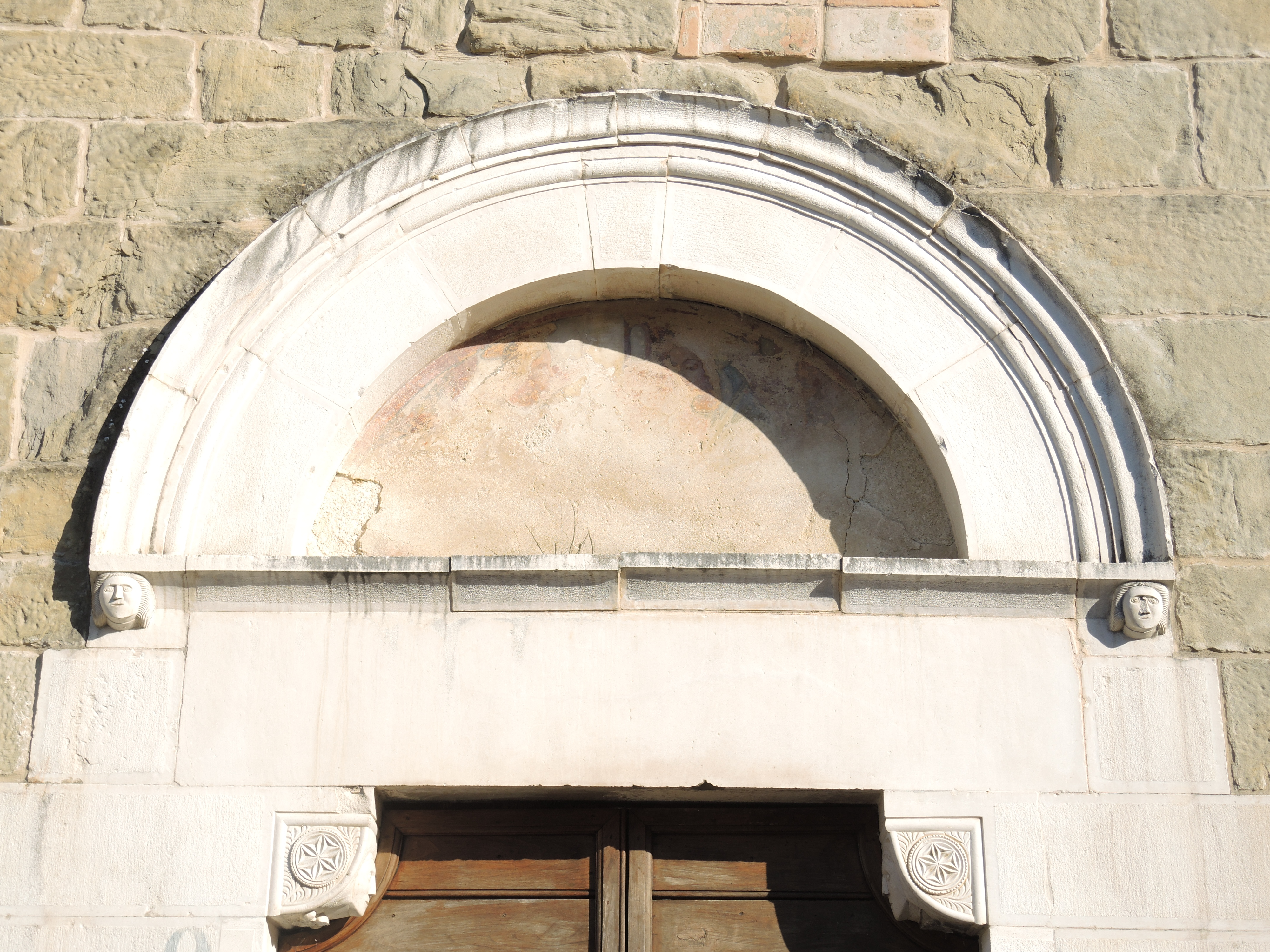
Particolare della lunetta affrescata

La frazione di Castiglione della Valle dove si trova la chiesa, risalente al XII secolo, è stata l'antica sede del comune di Colledara, conosciuta anche come Castrum Leonis Vallis Sicilianae o Castrum Vallem.
Anticamente il centro, ormai spopolato ed in rovina, doveva essere importante e popoloso, tanto da essere stato scelto come sosta da Lucrezia Borgia e Alfonso d'Aragona in fuga da Cesare Borgia nel 1499.

## Architettura
La facciata della chiesa si presenta asimmetrica, con un portale sormontato da un campanile a vela con quattro campane. Il portale di destra è adornato da un architrave monolitico appoggiato su due mensole decorate con testine e sopra il quale si trova una lunetta affrescata.
Un secondo portale si trova sulla sinistra ed è abbastanza simile al principale, anche se più sobrio.
Due finestroni tondi al di sopra di ciascun portale danno luce all'interno, caratterizzato da due navate. Quella di destra rappresenta il corpo più antico e funge da navata principale, mentre quella di sinistra venne aggiunta successivamente.
La decorazione degli interni è barocca, con affreschi ed un soffitto in legno decorato settecenteschi. La chiesa ospita anche un organo del 1797.